# 汤锡坤
汤锡坤（1954年10月—），男，汉族，广东饶平人，中华人民共和国政治人物。中共中央党校研究生学历。曾任潮州市人民政府市长，市政协主席、党组书记。第十一届全国人民代表大会广东地区代表。

## 生平
1974年1月加入中国共产党。1975年10月参加工作。1992年11月，担任潮州市人民政府副市长。1994年8月，任中共潮州市委常委、常务副市长。1999年5月，任中共潮州市委常委、副书记。2003年4月，兼任市委政法委书记。2005年6月，任潮州市代市长，次年3月正式任市长。2008年起担任全国人大代表。2011年2月，任潮州市政协党组书记。2012年1月当选为潮州市政协主席。
2015年10月29日，因涉嫌严重违纪，接受组织调查。2016年3月2日， 经广东省委同意，广东省纪委对汤锡坤严重违纪问题进行了立案审查，并开除其党籍和公职。